# Пазухін Борис Сергійович
Борис Сергійович Пазухін (18 лютого 1941, Фурманов — 10 травня 2021, Калуш) — радянський футболіст, що грав на позиції захисника. Відомий за виступами у команді класу «Б» «Спартак» з Івано-Франківська. Після завершення кар'єри футболіста — український футбольний тренер, найбільш відомий за роботою у футбольному клубі «Калуш».

## Біографія
Борис Пазухін народився в місті Фурманов Івановської області, де й розпочав займатися футболом. У 1967 році Пазухін отримав запрошення до команди майстрів класу «Б» «Спартак» з Івано-Франківська, у якій грав до кінця 1968 року. З 1968 року Борис Пазухін грав у аматорській команді «Хімік», а з 1972 року став граючим головним тренером «Хіміка», який під його керівництвом неодноразово вигравав та посідав призові місця у республіканських турнірах виробничих команд на призи «Робітничої газети», «Спортивної газети», та першості спортивного товариства «Авангард». У 1978 році під керівництвом Бориса Пазухіна «Хімік» став чемпіоном Івано-Франківської області. У 1992—1993 роках Борис Пазухін був головним тренером аматорської команди «Лімниця», яка грала в першості України серед аматорських команд. Пізніше він знову очолив калуську команду, яка в 1995 році знову виграла першість області, і з 1995 року грала вже в першості України серед команд другої ліги. Головним тренером калуської команди другої ліги Пазухін працював до 1997 року, й далі у другій половині 1998 року. Також Борис Пазухін не один рік пропрацював у спеціалізованій футбольній ДЮСШ «Прикарпаття» в Івано-Франківську. Його вихованцями були такі відомі футболісти, як Петро Русак, Сергій Сташко, Орест Дорош.
Помер Борис Пазухін 10 травня 2021 року в Калуші, похований колишній футболіст і тренер у Калуші.